# Phare du cap Camarat
Le phare du cap Camarat, à Ramatuelle, bâti entre 1829 et 1832 au sud du cap de Saint-Tropez, est une tour carrée en maçonnerie lisse sur un bâtiment carré, géré par le Service des phares et balises et télécontrôlé par la station de Porquerolles
C’est le deuxième phare de France par la hauteur de sa source lumineuse, 129,80 mètres au-dessus du niveau de la mer.
À proximité se trouve le sémaphore de Camarat, administré par la Marine nationale et abritant le réémetteur ASN (Appel sélectif numérique). C’est un système mondial de détresse et de sécurité en mer.

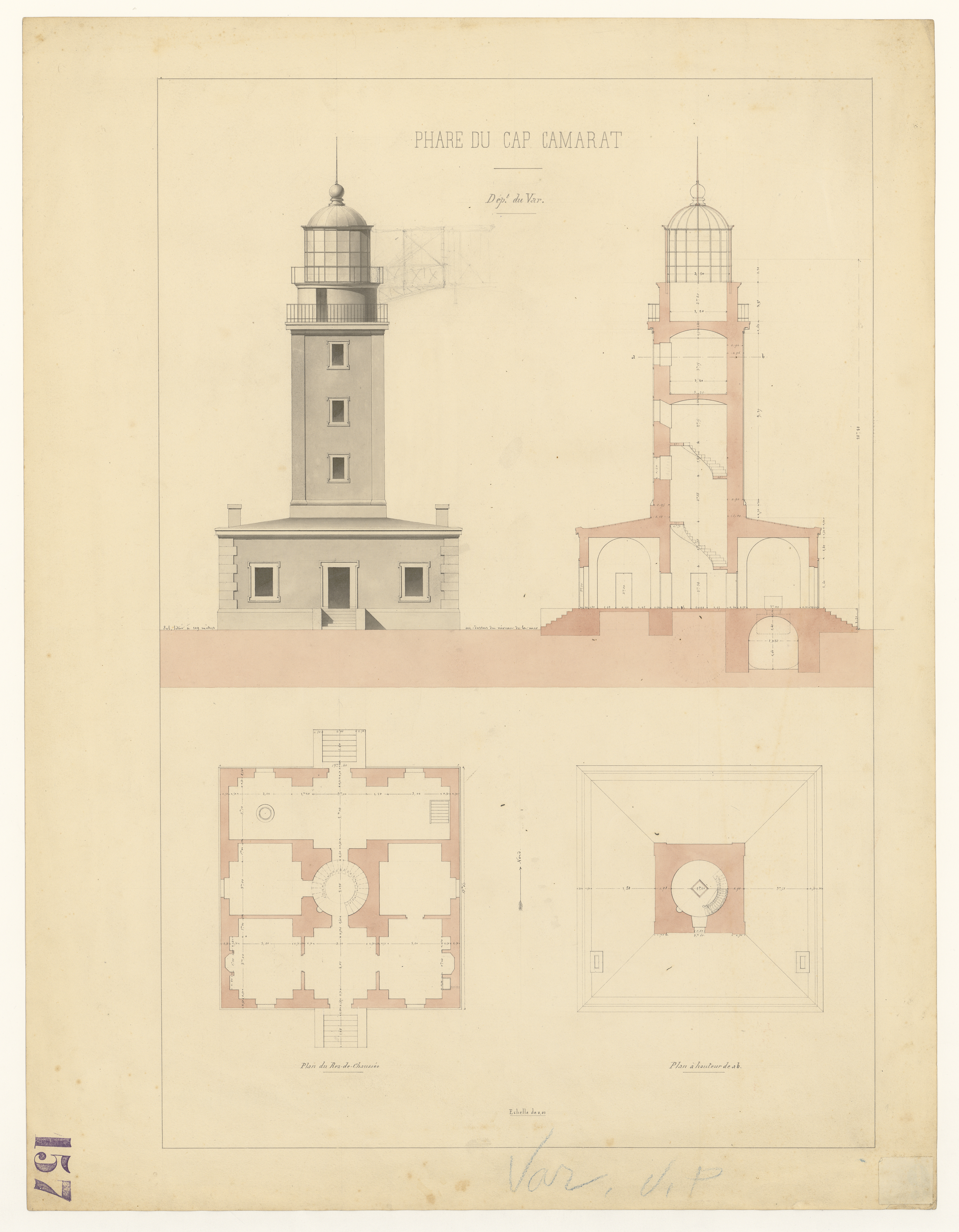
File:Phare du Cap Camarat - plans.jpg